# Louis Mitchell (jazz)
Louis A. Mitchell, né le 17 décembre 1885, mort le 12 septembre 1957, est un musicien de jazz.

## Biographie
Il vient en Europe la première fois en 1912 avec Vernon Castle et son épouse Irène.
En 1922, après un premier enregistrement d'une pièce de sa composition par son groupe Mitchell’s Jazz Kings au Paris Montmartre Rag, il enregistrera  jusqu'en avril 1923, avec la maison Pathé, cinquante-et-une faces de disque.